# Cărbunari (okręg Caraș-Severin)
Cărbunari – wieś w Rumunii, w okręgu Caraș-Severin, w gminie Cărbunari. W 2011 roku liczyła 645 mieszkańców. 